# Kunzea rostrata
Kunzea rostrata är en myrtenväxtart som beskrevs av Toelken. Kunzea rostrata ingår i släktet Kunzea och familjen myrtenväxter. Inga underarter finns listade i Catalogue of Life.